# NGC 4628
NGC 4628 is een spiraalvormig sterrenstelsel in het sterrenbeeld Maagd. Het hemelobject werd op 20 maart 1789 ontdekt door de Duits-Britse astronoom William Herschel.

## Synoniemen
- MCG -1-32-41
- MK 1333
- IRAS 12398-0641
- PGC 42681